# Diplodactylus
Genre
Diplodactylus est un genre de gecko de la famille des Diplodactylidae.

## Répartition
Les 29 espèces de ce genre sont endémiques d'Australie.

## Description
Ce sont en général des geckos de taille petite à moyenne. Les couleurs sont très variées, selon les espèces. On trouve à la fois des geckos arboricoles et terrestres, principalement nocturnes et insectivores.

## Liste des espèces
Selon The Reptile Database (24 janvier 2025) :
- Diplodactylus ameyi Couper & Oliver, 2016
- Diplodactylus barraganae Couper, Oliver & Pepper, 2014
- Diplodactylus bilybara Couper, Pepper & Oliver, 2014
- Diplodactylus calcicolus Hutchinson, Doughty & Oliver, 2009
- Diplodactylus capensis Doughty, Oliver & Adams, 2008
- Diplodactylus conspicillatus Lucas & Frost, 1897
- Diplodactylus custos Couper, Oliver & Pepper, 2014
- Diplodactylus fulleri Storr, 1978
- Diplodactylus furcosus Peters, 1863
- Diplodactylus fyfei McDonald et al., 2024[3]
- Diplodactylus galaxias Doughty, Pepper & Keogh, 2010
- Diplodactylus galeatus Kluge, 1963
- Diplodactylus granariensis Storr, 1979
- Diplodactylus hillii Longman, 1915
- Diplodactylus kenneallyi Storr, 1988
- Diplodactylus klugei Aplin & Adams, 1998
- Diplodactylus laevis Sternfeld, 1925
- Diplodactylus lateroides Doughty & Oliver, 2013
- Diplodactylus mitchelli Kluge, 1963
- Diplodactylus nebulosus Doughty & Oliver, 2013
- Diplodactylus ornatus Gray, 1845
- Diplodactylus platyurus Parker, 1926
- Diplodactylus polyophthalmus Günther, 1867
- Diplodactylus pulcher (Steindachner, 1870)
- Diplodactylus savagei Kluge, 1963
- Diplodactylus tessellatus (Günther, 1875)
- Diplodactylus tjoritjarinya McDonald et al., 2024[3]
- Diplodactylus vittatus Gray, 1832
- Diplodactylus wiru Hutchinson, Doughty & Oliver, 2009

## Taxinomie
Ce genre fut un peu fourre-tout et de nombreuses espèces sont déplacées vers d'autres genres (parfois créés spécialement) au fur et à mesure que des analyses plus poussées (généralement basées sur l'analyse génétique) précisent les choses. Elles ont été déplacées vers les genres Strophurus et Lucasium.

## Publication originale
- Gray, 1832 : Characters of a new genus of Mammalia and of a new genus and two new species of lizards from New Holland. Proceedings of the Zoological Society of London for the year, vol. 1832, p. 39-40 (texte intégral).